# ماریو کاغذی: رنگ‌پاشی

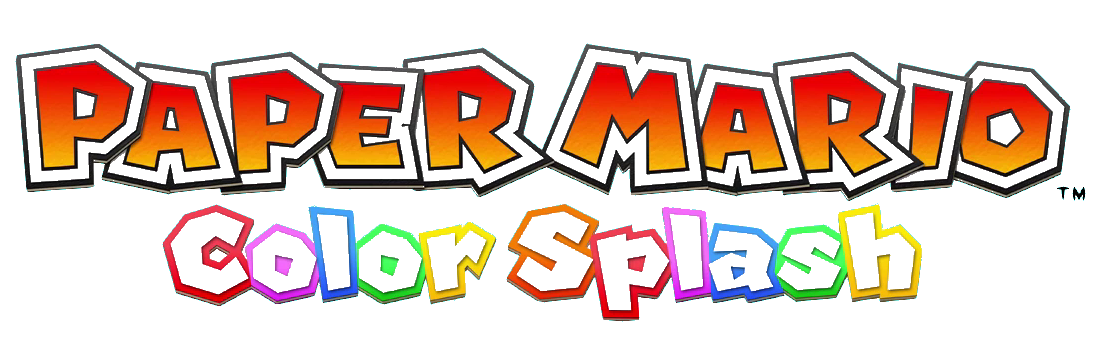
لوگوی بازی ماریو کاغذی: رنگ‌پاشی

ماریو کاغذی: رنگ‌پاشی (انگلیسی: Paper Mario: Color Splash) یک بازی ویدیویی ۲۰۱۶ است که توسط سیستم‌های هوشمند توسعه‌یافته و توسط نینتندو برای کنسول wii منتشر شده‌است. این مجموعه پنجمین بازی از مجموعه ماریو کاغذ است که بخشی از مجموعه آهنگ‌های «ماریو بزرگ» است. داستان به دنبال شخصیت اصلی ماریو و متحد جدیدش، huey، در تلاش برای نجات جزیره prisma و نجات شاهزاده خانم هلو از باوزر است.